# AKM Tuła
AKM Tuła (ros. АКМ Тула) – rosyjski klub hokeja na lodzie z siedzibą w Tule.

## Historia
Pierwotnie istniała drużyna juniorska NHK Nowomoskowsk, przyjęta do rozgrywek NMHL w edycji 2018/2019, w której zajęła czwarte miejsce. Przed kolejnym sezonem NMHL 2019/2020 drużyna AKM została przemianowana na Akademię B. P. Michajłowa (nazwanej od patronatu Borisa Michajłowa). Następnie Akademia Michajłowa została przetransferowana miejscowo z Nowomoskowska do Tuły oraz przeniesiona z rozgrywek NMHL do wyższych MHL. Drużyna Akademii uczestniczyła w edycji MHL 2020/2021 (z siedzibą w Tule) i 2021/2022 (z siedzibą w Nowomoskowsku). Ponadto do sezonu NMHL 2021/2022 zgłoszono ekipę AKM-Junior z Nowomoskowska.
W 2021 drużyna AKM Tuła została przyjęta do seniorskich rozgrywek WHL i zadebiutowała w edycji 2021/2022.
W sezonie 2022/2023 sztab trenerski tworzyli Dmitrij Kramarienko (główny) oraz Dmitrij Jewstingiejew, Jurij Pietrow, Władimir Antipin (asystenci), a w sezonie 2023/2024 Siergiej Rieszetnikow (główny) oraz Aleksandr Pierow, Aleksiej Czikalinusłan Szajchułow, Jurij Ławriecki (asystenci). Od maja do października 2023 w sztabie był Siergiej Korolow

## Sukcesy
- Finał o Puchar Pietrowa: 2024
- Srebrny medal WHL: 2024